# مايك دونوهو
مايك دونوهو (بالإنجليزية: Mike Donohoe) هو لاعب كرة قدم أمريكية أمريكي، ولد في 6 مايو 1945.